# Záhrobí
Záhrobí [ˈzaːɦrɔbiː] (deutsch Sachrob) ist ein Ortsteil der Gemeinde Bělčice in Tschechien. Er liegt zwei Kilometer nordwestlich von Bělčice in Südböhmen und gehört zum Okres Strakonice.

## Geographie

### Geographische Lage
Záhrobí befindet sich südlich des Naturparkes Třemšín an einer Anhöhe im Mittelböhmischen Hügelland. In der Umgebung des Dorfes liegen zahlreiche Teiche, von denen der Velký bělčický rybník, Velký Honys und der Luh die größten sind. Nördlich erhebt sich der Stráž (638 m), im Nordosten der Mumlín (602 m), die Špalková hora (620 m) und der Holý vrch (599 m), südöstlich die Slepičí hora (557 m) und der Budín (534 m), im Süden die Bělčická hora (558 m) und die Kněžská hora (565 m) sowie nordwestlich die Tisovská hora (552 m).

### Nachbargemeinden
Nachbarorte sind Leletice und Nová Luka im Norden, Vratečín, Slavětín und Hudčice im Nordosten, Koupě im Osten, Bělčice und Štěpánka im Südosten, Závišín, Hutě, Netušilův Mlýn und Hornosín im Süden, Újezdec und Předmíř im Südwesten, Březí im Westen sowie Tisov, Jaršův Mlýn und Kurkův Mlýn im Nordwesten.

## Geschichte
Die erste schriftliche Erwähnung von Záhrobí erfolgte im Jahre 1555. Der Ortsname wird von einer altslawischen Begräbnisstätte hergeleitet.
Das Gut hatte Anfang des 16. Jahrhunderts ein Sohn des Jindřich Běšin von Běsin gekauft. Später wurde Záhrobí an die Herrschaft Březnice angeschlossen. Zu Beginn des Dreißigjährigen Krieges lagerte Anfang Oktober 1620 für zwei Tage auf dem Hügel Budín und im Tal zwischen Oujezdec und Záhrobí das Ständeheer mit 20.000 Mann unter dem Kommando Christians I. von Anhalt. Zu diesem stieß Friedrich I. mit vier Hundertschaften Kavallerie und am 6. Oktober 1620 brach das Heer in Richtung Hvožďany auf. Am 7. Oktober 1620 schlug das Ligaheer unter dem Kommando von Karl Bonaventura Graf von Buquoy zwischen Starý Smolivec und Radošice das protestantische Heer. Dieses Gefecht war das einzige in Böhmen, an dem Friedrich I. selbst teilnahm.
Im Jahre 1840 bestand Zahroby aus 24 Häusern mit 187 Einwohnern.
Die Gehöfte Nr. 1 und 2 bildeten den Johann Kohaut gehörigen Freihof Zahroby mit einer Nutzfläche von 61 Joch 570 Quadratklaftern. Pfarrort war Bieltschitz. Bis zur Mitte des 19. Jahrhunderts blieb Zahroby der Herrschaft Březnitz untertänig.
Nach der Aufhebung der Patrimonialherrschaften bildete Záhrobí / Zahrob ab 1850 einen Ortsteil der Gemeinde Leletice in der Bezirkshauptmannschaft Blatná und dem Gerichtsbezirk Březnitz. Im Jahre 1879 löste sich Záhrobí von Leletice los und bildete eine eigene Gemeinde. Im Zuge der Aufhebung des Okres Blatná wurde Záhrobí 1960 dem Okres Strakonice zugeordnet. Am 1. Januar 1974 erfolgte die Eingemeindung nach Bělčice. Záhrobí hatte im Jahre 1991 54 Einwohner. Beim Zensus von 2001 wurden 55 Personen und 34 Wohnhäuser gezählt.

## Kultur und Sehenswürdigkeiten
- Kapelle der Seligen Jungfrau Maria am Dorfplatz, erbaut 1888
- Keltische Wallanlage auf der Kuppe Budín, hier soll sich eine Kultstätte befunden haben.